# Kosmo
Kosmo – czeski serial telewizyjny autorstwa Tomáša Baldýnskýego, emitowany w 2016 roku na antenie ČT1.
Był nominowany do Czeskiego Lwa w kategorii „Najlepszy serial dramatyczny”.

## Spis odcinków
1. Sumec nemá kníry
2. Česká škola
3. Smrt docenta
4. Řekl někdo kočička?
5. Triumf

## Recenzje
- Pavel Koutský, Mediahub.cz[2]
- Marcel Kabát, Lidovky.cz[3]
- Jindřiška Bláhová, Respekt[4]
- Táňa Zabloudilová, Radio Wave[5]
- Milan Rozšafný, TVZone.cz[6]